# موف-لوف
موف-لوف (بالإنجليزية: Muv-Luv)‏ هي رواية مرئية إيروجي يابانية صدرت في 28 فبراير 2003  على جهاز مايكروسوفت ويندوز،تم تحويلها لمسلسلات أنمي ومانغا.

## وصلات خارجية
- الموقع الرسمي
- Muv Luv في قاعدة بيانات الرواية المرئية
- Muv Luv Alternative في قاعدة بيانات الرواية المرئية
- Muv-Luv Alternative - Total Eclipse في قاعدة بيانات الرواية المرئية
- Schwarzesmarken في قاعدة بيانات الرواية المرئية